# Bielke (Danmark och Norge)

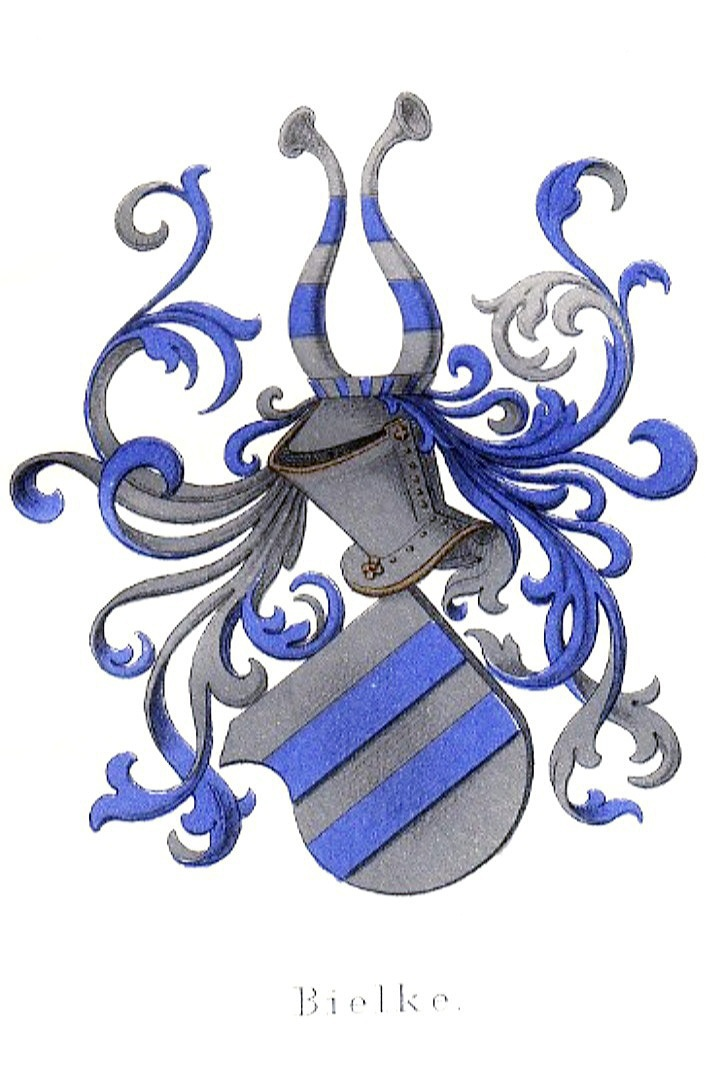
Ätten Bjelkes vapensköld. Blasoneringen lyder: På vitt fält, två blå bjälkar.

Bielke eller Bjelke är en ursprungligen dansk adelsätt som också etablerade sig i Norge. Det finns inget påvisbart samband med den svenska adelsätten Bielke.
Stamfadern Joseph Andersen Bielke var bland de första riddarna som blev adlade under Kristian I. Via sonen Tilluf Josophsen Bielke är han också stamfader för den norska Bielkeätten.

## Norska Bielkeätten
Jens Tillufsen Bjelke från Hunnestad (död 1559) blev innehavare av godset Austråt vid Trondheim i Norge och är stamfader för den norska Bielkeätten.

### Kända medlemmar
- Jens Bjelke (1580-1659) norsk ämbetsman
- Ove Bjelke (1611-1674) norsk ämbetsman
- Henrik Bjelke (1615-1683), dansk amiral
- Jørgen Bjelke (1621-1696), danskt riksråd och general
- Christian Bielke (1645-1695), dansk amiral